# Gmina Mawrowo-Rostusza
Gmina Mawrowo i Rostusza (mac. Општина Маврово и Ростуша) – gmina w zachodniej Macedonii Północnej (połoski region statystyczny).
Skład etniczny
Według spisu powszechnego z 2002 r. w gmina liczyła wówczas 8618 mieszkańców, w tym następujące grupy etniczne:
- 50,46% – Macedończycy
- 31,09% – Turcy
- 17,2% – Albańczycy
- 1,25% – pozostali[1]

W skład gminy wchodzą:
- 42 wsie: Adżiewci, Bełiczica, Bibaje, Bitusze, Bogdewo, Bołetin, Cerowo, Duf, Galicznik, Grekaje, Jancze, Kiczinica, Krakornica, Łazaropole, Leunowo, Mawrowi Anowi, Mawrowo, Niczpur, Nikiforowo, Nistrowo, Niwiszte, Nowo Seło, Orćusze, Prisojnica, Ribnica, Rosoki, Rostusza, Sełce, Sence, Skudrinje, Sretkowo, Suszica, Tanusze, Trebiszte, Tresoncze, Wełebrdo, Widusze, Wołkowija, Wrben, Wrbjani, Żirownica, Żużnje.